# مارجريدا مورا
مارجريدا مورا (بالبرتغالية: Margarida Moura‏) مواليد 30 يوليو 1993 في بورتو، هي لاعبة كرة مضرب برتغالية. أعلى تصنيف لها في الفردي كان 719. أعلى تصنيف لها في الزوجي كان 504.

## النهائيات

### الزوجي (2–2)
| الحصيلة | الرقم | التاريخ      | الدورة              | الأرضية | الشريك           | المنافس                                   | النتيجة  |
| ------- | ----- | ------------ | ------------------- | ------- | ---------------- | ----------------------------------------- | -------- |
| الفوز   | 1.    | 28 مايو 2012 | كانتانيدا، البرتغال | سجاد    | جوانا فالي كوستا | أيدا مارتينيز سانخوان بولا موست تالامانتز | 7–5, 6–1 |

## روابط خارجية
- مارجريدا مورا على موقع رابطة محترفات التنس (الإنجليزية)
- مارجريدا مورا على موقع الاتحاد الدولي لكرة المضرب (الإنجليزية)
- مارجريدا مورا على موقع كأس بيلي جين كينغ (الإنجليزية)
- مارجريدا مورا على موقع خلاصة التنس.كوم (الإنجليزية)